# Matheus de Layens

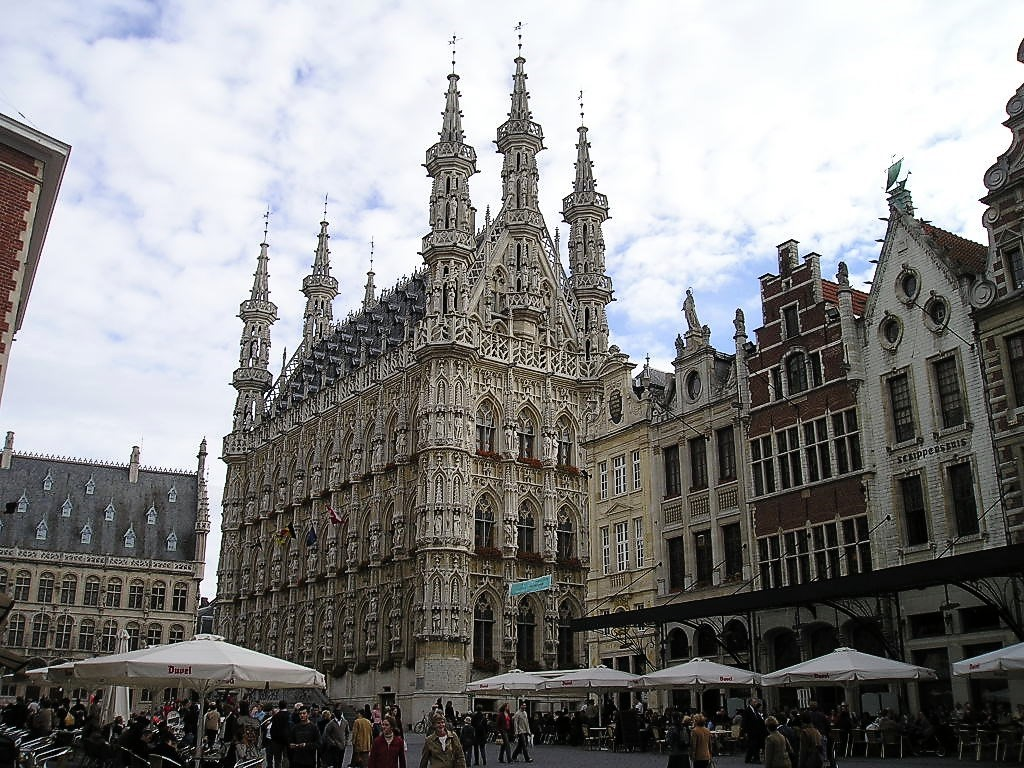
Löwener Rathaus und Tafelrond (links)

Matheus de Layens (* in Neufvilles, heute Soignies; † 3. Dezember 1483 in Löwen) war ein brabanter Architekt. Berühmt wurde er vor allem durch seine Mitarbeit am Bau des Löwener Rathauses, einem der berühmtesten Beispiele Brabanter Gotik.
Ab 1433 arbeitete Matheus de Layens in Löwen, erst unter Sulpitius van Vorst und dann unter Jan Keldermans, dessen Nachfolger im Amt des Stadtbaumeisters er 1445 wurde. In dieser Zuständigkeit arbeitete er mit an der Löwener Stadtbefestigung, bekam aber vor allem die Leitung der Bauarbeiten am Rathaus und am Transept der Sint Pieterskirche übertragen.
Um 1450 arbeitete er an der St.-Leonardus-Kirche von Zoutleeuw, der Kirche Onze-Lieve-Vrouw-ten-Poel in Tienen und an der St. Sulpitiuskirche in Diest. Von 1457 bis 1488 ließ Matheus de Layens das Querschiff der Löwener Kirche Sint Jacob errichten. Ab 1457 übernahm er auch die Leitung der Arbeiten an der Waltrudiskirche in Mons, wobei er sich durch die Löwener Sint Pieterskirche inspirieren ließ. 1479 war er mit der Durchführung der Restaurierung des Rathauses von Mons betraut.
Sein letztes Werk war das Versammlungshaus der Gilden („Tafelrond“) in Löwen.
Er starb 1483 in Löwen in seinem Haus „De Koithoek“ und wurde in der Sint Jacobskirche beigesetzt. Sein Grab dort ist heute allerdings nicht mehr erhalten.
| Personendaten    | Personendaten                        |
| ---------------- | ------------------------------------ |
| NAME             | Layens, Matheus de                   |
| KURZBESCHREIBUNG | Brabanter Architekt                  |
| GEBURTSDATUM     | 14. Jahrhundert oder 15. Jahrhundert |
| GEBURTSORT       | Neufvilles, heute Soignies           |
| STERBEDATUM      | 3. Dezember 1483                     |
| STERBEORT        | Löwen                                |